# Elephunk
Elephunk es el tercer álbum de estudio del grupo estadounidense Black Eyed Peas. Fue lanzado el 24 de junio de 2003 por A&M Records, Interscope Records y will.i.am Music Group. La producción del álbum comenzó en septiembre de 2000 y posteriormente se vio afectada por los atentados del 11 de septiembre, que causaron ansiedad a los miembros del grupo e inspiraron la composición. Durante el proceso, Fergie se unió al grupo como vocalista femenina, reemplazando a Kim Hill, quien abandonó el grupo en 2000. Las sesiones de grabación se extendieron hasta mayo de 2003, lo que provocó que su lanzamiento se pospusiera varias veces. El primer álbum en el que el grupo aparece acreditado como "The Black Eyed Peas", "Elephunk", es un disco de hip hop y pop que abarca una variedad de géneros, como R&B contemporáneo, música latina, funk, dancehall, rock y dance. Explora temas líricos como las relaciones, las fiestas y los problemas sociales. Tras su lanzamiento, el álbum generó opiniones contradictorias, con elogios a sus canciones individuales, pero opiniones divididas sobre la variedad de géneros y el contenido lírico. El álbum recibió seis nominaciones a los Premios Grammy y un premio. El álbum revelación de los Black Eyed Peas fue un éxito inesperado, debutando en el puesto 33 de la lista Billboard 200 de EE. UU. y alcanzando el puesto 14 tras su reedición en 2004. Recibió la certificación doble platino de la Asociación de la Industria Discográfica de Estados Unidos (RIAA), vendiendo más de tres millones de unidades en Estados Unidos. A nivel internacional, encabezó las listas de éxitos en Australia y Suiza, llegando al top 10 en casi todos los demás países. Siendo uno de los álbumes más vendidos de 2004, ha vendido más de nueve millones de copias en todo el mundo.
Elephunk produjo cuatro sencillos. «Where Is the Love?» se convirtió en el primer sencillo del grupo en entrar en el top 10 de la lista Billboard Hot 100 de EE. UU., alcanzando el puesto número ocho, y alcanzó el número uno en 15 países. Sus sencillos posteriores, "Shut Up" y "Hey Mama", alcanzaron un gran éxito internacional, pero no lograron igualar el éxito estadounidense de "Where Is the Love?". A pesar de ello, el primero encabezó las listas de éxitos en 14 países, mientras que el segundo ganó un MTV Video Music Award. El último sencillo, "Let's Get It Started, una regrabación censurada del tema "Let's Get Retarded", alcanzó el puesto número 21 en el Billboard Hot 100. El álbum se promocionó aún más a nivel mundial con la gira Elephunk (2004).

## Antecedentes y grabación
Tras firmar un contrato discográfico con Interscope Records, los Black Eyed Peas lanzaron dos álbumes de estudio aclamados por la crítica, pero sin éxito comercial: Behind the Front (1998) y Bridging the Gap (2000). Este último produjo el sencillo "Request + Line", con la colaboración de Macy Gray, que fue el primero en entrar en el Billboard Hot 100 estadounidense y en numerosas listas internacionales, pero solo alcanzó el puesto 63 en el Billboard Hot 100. Tras los fracasos comerciales, no estaba claro si el grupo continuaría grabando juntos. will.i.am conoció a Ron Fair, entonces presidente de A&M Records, cuando reclutó al grupo para la banda sonora de Legally Blonde (2001), para la que grabaron la canción "Magic" con Terry Dexter. Fair ofreció al grupo mudarse a A&M, lo cual aceptaron. Para que tuvieran más éxito comercial, Fair sugirió un cambio de dirección musical: "Les pregunté: ¿Qué les parecería dar el salto y adentrarse más en el mundo del pop?. Respondieron: No queremos perder nuestra credibilidad ni nuestra base de fans. Les dije: 'Bueno, si no lo intentan, va a empeorar, porque los que van de viaje son los que descargan los discos gratis'". Al principio, el grupo se mostró reticente; Sin embargo, tras conversaciones y varias sesiones de composición, la idea se concretó. Taboo afirmaría más tarde que si iba a vender todas las entradas, "preferiría vender estadios que vender todo mi baúl en la esquina de mi cuadra". 

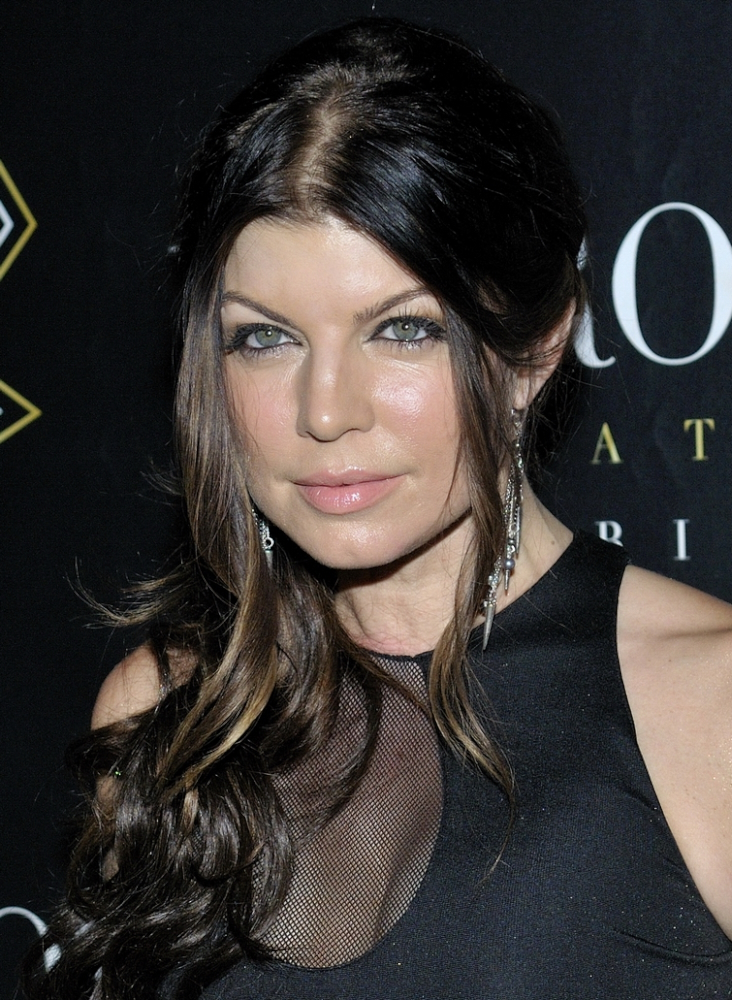
Fergie se unió a los Black Eyed Peas durante la producción de Elephunk.

La grabación de Elephunk comenzó el 23 de agosto de 2001 con "Smells Like Funk", que no finalizaría hasta el 2 de julio de 2002. Las sesiones se llevaron a cabo en varios estudios de grabación de California. La mayoría de los temas se grabaron en The Stewchia en Los Feliz, Los Ángeles. Otras ubicaciones incluyeron Glenwood Studio en Burbank, California y Record Plant en Los Ángeles. La música de "Smells Like Funk" se grabó en una casa en Bodega Bay, California. "Anxiety" fue la única canción grabada en Velvet Tone en Sacramento, California, del 24 de marzo al 23 de julio de 2002. La última canción grabada para el álbum fue "The Boogie That Be", que se terminó el 11 de mayo de 2003, solo un día antes de que "Where Is the Love?" se estrenara en la radio como sencillo principal. will.i.am escribió "Don't Knock It", una canción "sobre cómo todo el mundo tiene su propia opinión. Que no te guste no significa que a alguien más no le vaya a encantar", que finalmente no llegó a la edición final, al igual que la canción de medio tiempo "Thanks" y "Fire", producida por Rockwilder.
Los atentados del 11 de septiembre afectaron enormemente al grupo, tanto por su ansiedad como por su influencia en la composición de sus canciones. will.i.am declaró en 2018: «En nuestro último día [de sesiones de grabación en San Francisco], mientras empacaba mi equipo, vi el primer avión sobrevolar el World Trade Center. Pensé que era una película. El miedo de conducir de vuelta a casa, ya sabes, cruzar el puente Golden Gate. Ese viaje de 10 minutos por el puente se sintió como una hora». En diciembre, will.i.am creó un loop y una parte de guitarra que le gustó; apl.de.ap y Taboo también escucharon la canción y pudieron escribir una letra similar sobre ella. Justin Timberlake conoció al grupo gracias a Taboo, y tuvo la oportunidad de escuchar la canción. Impresionado con la música, Timberlake ayudó a escribir y cantar el estribillo. La producción de "Where Is the Love?" se detuvo temporalmente a principios de 2002, cuando la banda se agotó por lo que will.i.am afirmó que era ansiedad inducida por los atentados del 11 de septiembre. La grabación se reanudó posteriormente y finalizó el 3 de marzo de 2003.
Los Black Eyed Peas comenzaron a grabar "Elephunk" como trío; su miembro original, Kim Hill, dejó el grupo en 2000. Como se necesitaba una vocalista femenina para algunos temas, se contrataron varias cantantes para grabar. Terry Dexter hizo los coros en "Smells Like Funk", Noelle Scaggs en "Let's Get Retarded" y "Smells Like Funk", y Debi Nova en "Latin Girls". A principios de 2002, durante la grabación de "Shut Up", will.i.am volvió a buscar una vocalista femenina para la canción. Su elección original fue Nicole Scherzinger, quien en ese momento era miembro de Eden's Crush. Le preguntó al entonces prometido de Scherzinger, Nick Hexum de 311, quien rechazó la oferta por ella. will.i.am luego le preguntó a Fergie, a quien conoció en 2001 en un programa de radio en el que actuaban tanto Black Eyed Peas como Wild Orchid, del cual Fergie era miembro en ese momento. Aceptó la oferta y pronto se convirtió en miembro permanente de los Black Eyed Peas, grabando el resto del álbum con el grupo.
"Fly Away" es una canción de hip hop con influencias del rock que anima a un antiguo amante a irse, mientras que "The Boogie That Be" es una canción "clásica de electro-funk de principios de los 80". La balada impulsada por la guitarra eléctrica "The Apl Song" presenta a apl.de.ap rapeando, en parte en filipino, sobre un gueto en Filipinas donde una vez vivió. "Anxiety", con la participación de Papa Roach, es un tema de rap metal en el que el protagonista busca el autocontrol en medio de una paranoia estresante. Elephunk cierra con su sencillo principal "Where Is the Love?", con la participación de Justin Timberlake. Aunque inicialmente se concibió como un vehículo para la ansiedad posterior a los ataques del 11 de septiembre, la canción aborda diversos temas, como el terrorismo, la hipocresía del gobierno estadounidense, el racismo, la delincuencia pandillera, la contaminación, la guerra y la intolerancia, con el llamado al amor en el estribillo como el elemento que los une. Los versos «En el extranjero, sí, intentamos detener el terrorismo / Pero aún tenemos terroristas viviendo aquí / En EE.UU., la gran CIA / Los Bloods, los Crips y el KKK» sugieren que esas organizaciones también son terroristas. También alude a la invasión de Irak de 2003 y su casus belli con la letra «Hay una guerra en marcha, pero la razón es encubierta» en el puente. will.i.am aportó el ritmo principal de la canción a la progresión de acordes, que según él estaba inspirada en el latido del corazón humano: "Pensé: Esta canción necesita un latido. Simplemente me gustaba la fuerza y la llamada del corazón humano: un latido, un ritmo que escuchamos a diario de forma inconsciente, sin prestarle atención".

## Título y portada
will.i.am reveló el título del tercer álbum de estudio de los Black Eyed Peas, Elephunk, el 11 de junio de 2002, explicando: "Un elefante no es el animal más rápido ni veloz, pero camina con suavidad. Es gordo. Es pesado. Pum, pum. Puedes imaginarte el movimiento de un elefante. Ese es el sonido del álbum. Tenemos muchos trombones, líneas de bajo potentes, grooves potentes, y capas y arreglos de trompeta agradables y densos. Simplemente funk potente."
La portada del álbum Elephunk fue diseñada por BLK/MRKT Design Studio, Los Ángeles y utiliza imágenes de los miembros del grupo fotografiadas por Markus Klinko. Presenta a cada miembro en una esquina y una obra de arte de la cabeza de un elefante en el centro contra un fondo azul claro. La portada marcó la primera vez que el grupo fue acreditado como The Black Eyed Peas, el nombre que retirarían en 2018, cuando eliminaron el prefijo. También se inspiró en la portada de Still Standing de Goodie Mob.

## Lanzamiento y promoción
Originalmente previsto para octubre de 2002, Elephunk fue lanzado el 24 de junio de 2003 por A&M Records, Interscope Records y will.i.am Music Group. El 4 de junio, los Black Eyed Peas se embarcaron en la gira The Justified & Stripped Tour de Justin Timberlake y Christina Aguilera como teloneros, de gira por Norteamérica hasta el 2 de septiembre. Intercalado con la gira, el grupo encabezó una gira por clubes del 30 de mayo al 31 de agosto. Interpretaron "Where Is the Love?" en el pre-show de los MTV Video Music Awards de 2003 el 28 de agosto. En el Reino Unido e Irlanda, promocionaron el álbum siendo teloneros de The Stripped Tour, la extensión en solitario de Aguilera de The Justified & Stripped Tour, de octubre a noviembre, además de interpretar "Where Is the Love?" en los MTV Europe Music Awards de 2003 y, con "Shut Up", en Top of the Pops el 28 de noviembre. En Estados Unidos, interpretaron "Where Is the Love?" y "Hey Mama" en Saturday Night Live el 10 de enero de 2004. El grupo interpretó "Where Is the Love?" de nuevo en los 46th Annual Grammy Awards el 8 de febrero, donde recibieron dos nominaciones por la canción. A nivel internacional, el grupo promocionó el álbum actuando en el Big Day Out en Australia y Nueva Zelanda de enero a febrero, en los MTV Asia Awards de 2004 en Singapur el 14 de febrero, en el Festival de la Canción de San Remo de 2004 en Italia el 2 de marzo y en el Bravo Super Show en Alemania el 13 de marzo.

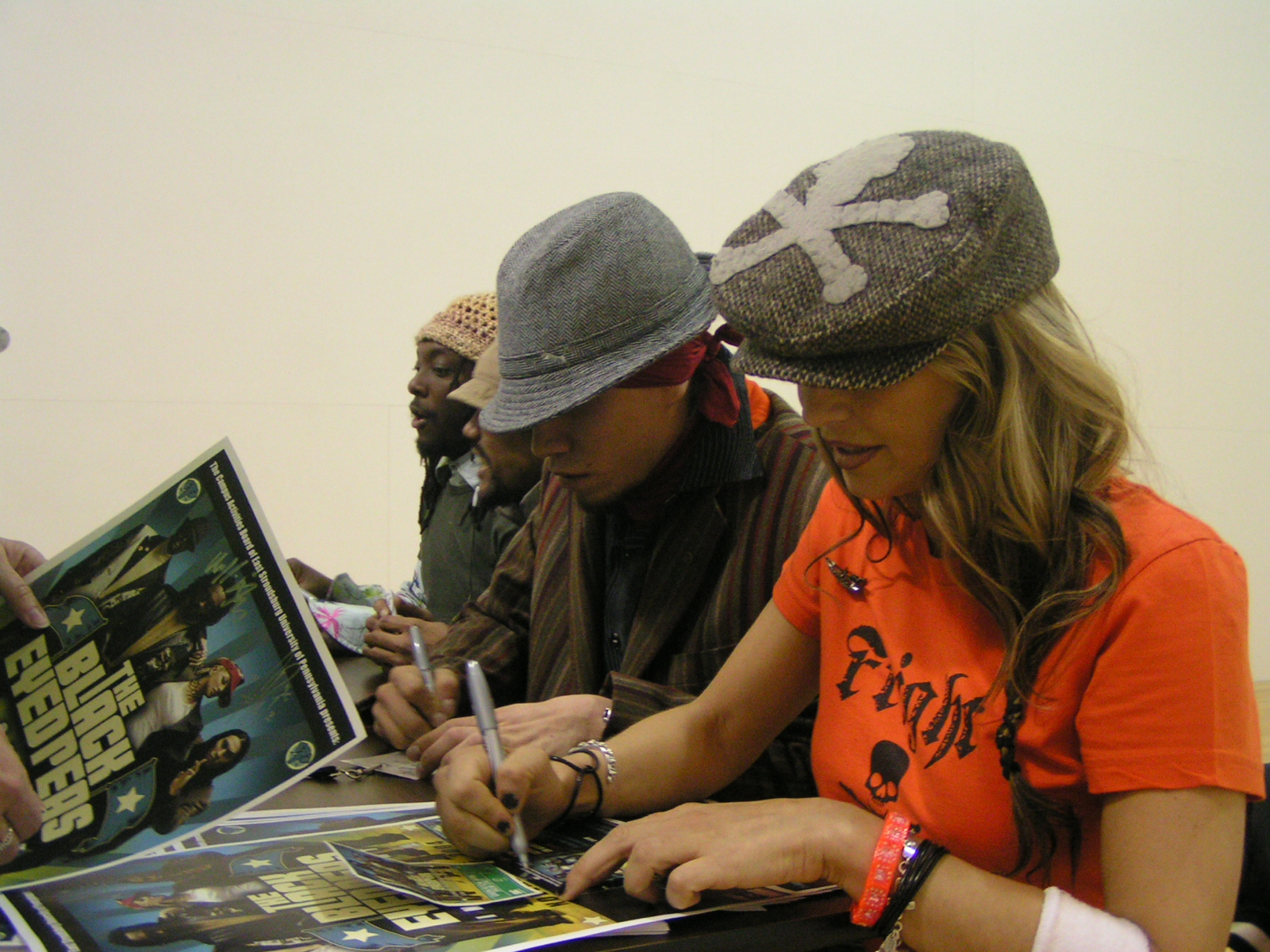
The Black Eyed Peas firmando autógrafos antes de un concierto en la East Stroudsburg University of Pennsylvania durante the Elephunk Tour el 15 de noviembre de 2004.

En marzo, los Black Eyed Peas se embarcaron en su tercera gira principal, titulada Elephunk Tour, y recorrieron América del Norte, Asia, Europa y Oceanía hasta diciembre. El 24 de mayo, Elephunk fue reeditado para incluir "Let's Get It Started", la versión regrabada de "Let's Get Retarded" utilizada para promocionar los playoffs de la NBA de 2004. Un álbum de video titulado Behind the Bridge to Elephunk fue lanzado fuera de América del Norte el 26 de mayo e incluía videos musicales, material detrás de escena y grabaciones en vivo. En agosto, Electronic Arts (EA) anunció que los Black Eyed Peas volverían a grabar algunas de sus canciones en Simlish y grabarían nuevas pistas para la banda sonora del videojuego de 2004 The Urbz: Sims in the City, y también aparecerían en el juego como personajes jugables. El grupo continuó promocionando Elephunk interpretando "Let's Get It Started" en el Fashion Rocks el 8 de septiembre. en los MTV Video Music Awards Latinoamérica 2004 el 21 de octubre, en los VH1 Big in '04 Awards el 1 de diciembre, y en la 47.ª Entrega Anual de los Premios Grammy el 13 de febrero de 2005, donde la canción le valió al grupo su primer Premio Grammy, a la Mejor Interpretación de Rap de un Dúo o Grupo. Trece años después de su lanzamiento, el álbum se lanzó en vinilo por primera vez el 30 de septiembre de 2016. El 1 de abril de 2022, se relanzó en descarga digital y streaming a nivel mundial, excluyendo "Let's Get Retarded", que fue reemplazada por "Let's Get It Started", e incluyendo "Third Eye", el tema oculto, y los bonus tracks "Rock My Shit" y "What's Goin' Down", que anteriormente solo estaban disponibles en el Reino Unido.

## Sencillos
"Where Is the Love?" se lanzó como el sencillo principal de Elephunk el 12 de mayo de 2003. Se convirtió en el gran éxito del grupo y su primer sencillo en el top 10 de la lista estadounidense Billboard Hot 100, alcanzando el número ocho. La canción alcanzó la cima de las listas en Australia, Austria, Bélgica, Dinamarca, Alemania, Irlanda, Países Bajos, Nueva Zelanda, Noruega, Polonia, Rumania, Suecia, Suiza y el Reino Unido, así como en el European Hot 100 Singles y el Mainstream Top 40 de EE. UU. Fue el sencillo más vendido de 2003 en el Reino Unido. El sencillo digital recibió la certificación de disco de oro de la RIAA otorgada por la Recording Industry Association of America (RIAA) el 25 de octubre de 2004, por las ventas de 500.000 unidades en Estados Unidos. A pesar de la recepción inicial mixta de los críticos musicales, la canción fue nominada al Premio Grammy a la Grabación del Año y a la Mejor Colaboración Rap/Cantada en la 46.ª Entrega Anual de los Premios Grammy (2004). El video musical que acompaña a la canción se filmó en el Este de Los Ángeles y presenta a will.i.am y Taboo actuando como un dúo de música soul que usa la música para decirle a la gente lo que está mal en el mundo, Fergie como una pacificadora que coloca pegatinas con signos de interrogación por todos lados para preguntar a la gente dónde está el amor, y apl.de.ap como un criminal que es arrestado por usar delitos penales para decirle a la gente la verdad.
"Shut Up" se lanzó como el segundo sencillo de Elephunk el 8 de septiembre de 2003. No tuvo tanto éxito como su predecesora en Estados Unidos, ya que no logró entrar en la lista Billboard Hot 100 estadounidense. Sin embargo, duplicó el éxito comercial internacional de "Where Is the Love?", alcanzando la cima de las listas de éxitos en Australia, Austria, Bélgica, República Checa, Francia, Alemania, Irlanda, Italia, Nueva Zelanda, Noruega, Polonia, Rumanía, Suecia y Suiza, y en la lista europea Hot 100 Singles. El sencillo digital fue certificado disco de oro por la RIAA el 19 de mayo de 2005, por ventas de 500.000 unidades en los EE. UU. El video musical que acompaña a la canción fue dirigido por The Malloys y presenta una ópera temática en torno a una batalla de los sexos, en la que will.i.am y Taboo interpretan a los pretendientes de Fergie, y apl.de.ap es el director de orquesta. Incluye cameos de Kimberly Wyatt y Carmit Bachar de the Pussycat Dolls, Travis Barker de Blink-182, Shifty Shellshock de Crazy Town y la cantante francesa Afida Turner.
"Hey Mama" fue lanzado como el tercer sencillo de Elephunk el 12 de enero de 2004. Fue una mejora con respecto a su predecesor en el Billboard Hot 100 de EE. UU., alcanzando el puesto número 23, así como el número ocho en el Mainstream Top 40. A nivel internacional, alcanzó el top 10 en Australia, Austria, Bélgica, Canadá, Croacia, Dinamarca, Alemania, Hungría, Irlanda, Italia, Países Bajos, Nueva Zelanda, Noruega, Suiza y el Reino Unido, y en el European Hot 100 Singles. El sencillo digital fue certificado disco de oro por la RIAA el 25 de octubre de 2004, por ventas de 500.000 unidades en los EE. UU. Aclamada por la crítica, la canción fue nominada al Premio Grammy a la Mejor Canción de Rap en la 47.ª Entrega Anual de los Premios Grammy (2005). El video musical que la acompaña muestra al grupo actuando en un limbo psicodélico, una habitación a rayas blancas y negras y una discoteca. En los MTV Video Music Awards de 2004, ganó el Premio MTV a la Mejor Coreografía, además de recibir nominaciones al Premio MTV a Mejor Video de Baile y al Premio MTV a Mejor Video de Hip-Hop.
En abril de 2004, se anunció que "Let's Get Retarded" se había regrabado y retitulado "Let's Get It Started" para su uso en la promoción de los playoffs de la NBA de 2004. Inicialmente no planeada como sencillo, la nueva versión tuvo tan buena acogida que se lanzó como el cuarto y último sencillo de "Elephunk" el 1 de junio de 2004. La canción alcanzó el puesto número 21 en la lista Billboard Hot 100 de EE. UU., y llegó a la lista de los diez primeros en Australia, Canadá, República Checa, Francia y Nueva Zelanda. El sencillo digital fue certificado triple platino por la RIAA el 29 de junio de 2012, por ventas de tres millones de unidades en los EE. UU.  Aclamada por la crítica, la canción le valió al grupo su primer Premio Grammy, a la mejor interpretación de rap de un dúo o grupo en la 47.ª edición anual de los Premios Grammy, y también fue nominada a Grabación del año y Mejor canción de rap.  El video musical que acompaña a la canción muestra al grupo actuando con energía en un entorno nocturno de Los Ángeles. 

## Recepción y legado

### Respuesta contemporánea
Elephunk recibió críticas generalmente positivas de los críticos musicales tras su lanzamiento, aunque algunos fueron menos entusiastas. En Metacritic, que asigna una calificación normalizada sobre 100 a las reseñas de los críticos convencionales, el álbum ha recibido una puntuación promedio de 66, basada en 15 reseñas, lo que indica reseñas generalmente positivas. John Bush de AllMusic escribió que Elephunk "posee algunas de las producciones más innovadoras de la música hip hop contemporánea (en su mayoría) no comercial". Chris Nettleton de Drowned in Sound elogió el álbum, escribiendo: "Este disco está lleno de rap de primera, melodías de primera, instrumentación de primera. Si lo miras superficialmente, tienes un álbum lleno de canciones memorables, ganchos que se te quedan grabados... pero si lo miras en profundidad, es de calidad de principio a fin." En su guía para el consumidor de The Village Voice, Robert Christgau llamó al álbum "el álbum de pop más brillante de 2003" y comentó que el grupo "sigue siendo Increíble, pero en el pop eso es sólo un matiz estético más". K.B. Tindal de HipHopDX describió el álbum como "una colaboración de riffs, funk, rimas, voces y ritmos, y pierde fuerza en algunos puntos con toda la originalidad que parece estar por todas partes, pero aun así sigue siendo un trabajo sólido". Terry Sawyer de PopMatters lo llamó "uno de los discos esenciales de hip-hop del año", y agregó que "deja caer un sinfín de ganchos y jorobas, un álbum casi sin tropiezos y más que su cuota de alegría innegable y contundente". Bill Lehane de musicOMH también elogió el álbum, escribiendo: "Con Elephunk, este grupo de rap alternativo ha demostrado una vez más que son precisamente eso, ofreciendo un estilo diferente de hip-hop que contrasta con el estilo gangsta. A quien le guste esa onda, que lo entienda". "Manos arriba."
Evan Serpick de Entertainment Weekly le dio a Elephunk una crítica menos favorable, afirmando: "Intentan con el dancehall (Hey Mama), la salsa (Latin Girls), incluso el nu-metal (Anxiety con Papa Roach), pero la mayor ofensa para un colectivo de rap que alguna vez sonó inteligente es Where Is the Love?, el sencillo horriblemente trillado. Es suficiente para hacer que los fanáticos de toda la vida se pregunten, ¿Dónde están los Peas?". Ernest Hardy criticó las dos últimas canciones del álbum, "en las que observaciones cliché, letras sermoneadoras y poses listas para MTV flotan sobre una producción meticulosamente detallada". Escribiendo para Blender, Joseph Patel calificó el álbum de "demasiado simple para su propio bien", criticando sus estribillos repetitivos. Nathan Rabin de The A.V. Club dijo que el álbum "tiene un comienzo desalentador, con temas bailables que no son para empezar como "Hands Up", "Labor Day (It's A Holiday)" y "Hey Mama", con sabor a dancehall, que suenan ocupados y desordenados sin ser contagiosos ni pegadizos. Sin embargo, retoma su ritmo alrededor de la mitad, a medida que el ritmo se vuelve menos frenético y la producción se vuelve más suave, más sutil y más refrescantemente sofisticada". Escribiendo para la publicación canadiense Exclaim!, Del F. Cowie criticó el álbum diciendo: "Con la amplitud de la música que el grupo intenta cubrir, las letras simplificadas ahora solo funcionan como un medio para pasar de un estribillo pegadizo a otro". Bob Waliszewski de la publicación protestante fundamentalista Plugged In objetó la Los temas sexuales y las blasfemias del álbum.

### Retrospectiva e impacto
A Elephunk y sus sencillos se les atribuye haber impulsado a los Black Eyed Peas al estrellato y consolidarlos como íconos de la cultura pop. El disco revolucionario del grupo, se convirtió en su primer álbum en aparecer en las listas de éxitos en numerosos países, así como en su primer álbum certificado por la Asociación de la Industria Discográfica de Estados Unidos (RIAA). En concreto, al sencillo principal, «Where Is the Love?», se le atribuye haber consolidado al grupo como un artista viable a nivel mundial. Según Katie Sharp de Mic, "puso a un grupo de rap peculiar de Los Ángeles en el ojo público. De repente, surgió una fuerza poderosa que contrarrestaba toda la presunción machista del rap y la superficialidad del pop: una canción pegadiza que ofrecía una crítica cultural incisiva sobre la paz mundial tras el 11-S. Y se convirtió en un éxito mundial masivo".
El álbum fue el primero del grupo en incluir a Fergie, a quien también se le atribuyó ser "el principal vehículo para el ascenso de los Black Eyed Peas al estrellato pop. No solo aportó atractivo sexual a la dinámica exclusivamente masculina, sino que también puso un gran énfasis en los estribillos pegadizos". Elephunk también fue reconocido por impulsar individualmente a Fergie y will.i.am a la prominencia mundial. Sin embargo, el nuevo éxito comercial del grupo y la introducción de Fergie también resultaron en lo que algunos críticos percibieron como una degradación en la calidad de la música del grupo, y el grupo recibió acusaciones de venta. Escribiendo para Slant Magazine, Sal Cinquemani declaró: "El álbum revolucionario de los Black Eyed Peas de 2003, Elephunk, fue una historia de éxito de construcción lenta. Llenar el álbum con canciones irritantemente pegadizas fue una decisión audaz y atrevida Un movimiento que era inevitable admirar, y que transformó a los Peas, con la ayuda de su nuevo miembro Stacy Ferguson, de una generación de Fugees-light a un supergrupo pop omnipresente.
Durante la gira Elephunk (2004), que promovió "Elephunk" a nivel mundial, los Black Eyed Peas comenzaron la producción de su cuarto álbum de estudio, "Monkey Business". Se lanzó el 25 de mayo de 2005 y se convirtió en el primer álbum del grupo en entrar en el top 10 de la lista estadounidense Billboard 200, debutando en el número dos, y produjo sus dos primeros sencillos en el top 3 de la lista estadounidense Billboard Hot 100: "Don't Phunk with My Heart" y "My Humps".
Diez años después del lanzamiento de Elephunk, will.i.am reveló que a los representantes del entonces sello discográfico de los Black Eyed Peas, A&M Records, no les gustaron las canciones producidas para el álbum, concretamente "Where Is the Love?", "Shut Up" y "Let's Get Retarded", ya que no las consideraban "éxitos". Añadió: "Apl.de.ap y yo dijimos: Mira, amigo. Si este va a ser nuestro último disco, muchos grupos como nosotros van a ser descartados. Simplemente hagamos el tipo de disco que queremos hacer; nuestro disco. Y así, Elephunk fue nuestro disco". A pesar de la reacción inicial de A&M, las tres canciones mencionadas se lanzaron como sencillos y se convirtieron en éxitos internacionales galardonados.

## Rendimiento comercial
Elephunk fue un éxito inesperado, tanto a nivel nacional como internacional. En Estados Unidos, debutó en el puesto número 33 de la lista Billboard 200 el 12 de julio de 2003, con unas ventas de 31 000 copias en la primera semana, alcanzando originalmente el puesto número 26 en su séptima semana. Tras un año fluctuando en la lista, las ventas del álbum se vieron impulsadas por su reedición, y en consecuencia alcanzó un nuevo pico en el número 14 el 26 de junio de 2004. Hasta 2022, ha pasado un total de 106 semanas en la lista Billboard 200. El álbum recibió la certificación doble platino de la Asociación de la Industria Discográfica de Estados Unidos (RIAA) el 3 de diciembre de 2004, tras vender dos millones de unidades en Estados Unidos. Para 2011, había vendido más de tres millones de copias en el país. En Canadá, el álbum debutó en el número ocho el 14 de enero de 2004, alcanzando el número dos en su undécima semana. Fue certificado séptuple platino por la Asociación Canadiense de la Industria Discográfica (CRIA) el 15 de diciembre de 2005.
En el Reino Unido, Elephunk debutó en el puesto número 94 en la UK Albums Chart con fecha del 23 de agosto de 2003, entrando en la lista de los diez primeros en su sexta semana. El 17 de enero de 2004, el álbum alcanzó su punto máximo, el número tres, en el que pasó cuatro semanas consecutivas. Mientras tanto, alcanzó la cima de la UK R&B Albums Chart con fecha del 6 de diciembre de 2003. El 22 de julio de 2013, fue certificado quíntuple platino por la Industria Fonográfica Británica (BPI); Ha vendido 1,6 millones de copias en el Reino Unido. El álbum alcanzó el número uno en Suiza, después de debutar en el número 60 y subir en la lista durante cinco meses. En Francia, debutó en el número 115 en julio de 2003 y originalmente alcanzó el número tres seis meses después. Después de la reedición de agosto de 2004, alcanzó un nuevo pico en el número dos y fue certificado platino poco después. En otras partes de Europa, el álbum alcanzó su punto máximo dentro de la lista de los diez primeros en Austria, Bélgica, Dinamarca, Finlandia, Francia, Alemania, Grecia, Irlanda, Italia, Noruega, Portugal, Escocia, España y Suecia, además de alcanzar el número dos en el Top 100 Álbumes Europeos. Ha sido certificado triple platino por la Federación Internacional de la Industria Fonográfica (IFPI) por ventas de tres millones de copias en Europa.
Elephunk también fue un éxito comercial en Oceanía. En Australia, debutó en el puesto número 50 y llegó a la cima de la lista después de un año en las listas, el 29 de agosto de 2004, pasando un total de 70 semanas en la lista. El álbum ha sido certificado cuádruple platino por la Australian Recording Industry Association (ARIA). En Nueva Zelanda, debutó en el puesto número 11, y después de meses de fluctuar dentro del top 30, alcanzó el puesto número dos el 19 de abril de 2004. El álbum ha sido certificado cuádruple platino por la Recorded Music NZ (RMNZ). Hasta septiembre de 2013, ha vendido más de nueve millones de copias en todo el mundo.

## Lista de canciones
| Elephunk – Standard edition |                                                                                      |          |  |
| N.º                         | Título                                                                               | Duración |  |
| 1.                          | «Hands Up»                                                                           | 3:35     |  |
| 2.                          | «Labor Day (It's a Holiday)»                                                         | 3:58     |  |
| 3.                          | «Let's Get Retarded»                                                                 | 3:35     |  |
| 4.                          | «Hey Mama»                                                                           | 3:34     |  |
| 5.                          | «Shut Up»                                                                            | 4:56     |  |
| 6.                          | «Smells Like Funk»                                                                   | 5:04     |  |
| 7.                          | «Latin Girls»                                                                        | 6:17     |  |
| 8.                          | «Sexy»                                                                               | 4:43     |  |
| 9.                          | «Fly Away»                                                                           | 3:35     |  |
| 10.                         | «The Boogie That Be»                                                                 | 5:12     |  |
| 11.                         | «The Apl Song»                                                                       | 2:54     |  |
| 12.                         | «Anxiety» (con Papa Roach)                                                           | 3:38     |  |
| 13.                         | «Where Is the Love?» (con Justin Timberlake) (incluye la canción oculta "Third Eye") | 8:29     |  |
| 59:30                       |                                                                                      |          |  |

| Elephunk – Japanese edition (bonus track) |                        |          |  |
| N.º                                       | Título                 | Duración |  |
| 14.                                       | «Sumthin for That Ass» | 3:51     |  |

| Elephunk – UK edition |                                              |             |          |  |
| N.º                   | Título                                       | Producer(s) | Duración |  |
| 13.                   | «Where Is the Love?» (con Justin Timberlake) |             | 4:32     |  |
| 14.                   | «Third Eye»                                  |             | 3:41     |  |
| 15.                   | «Rock My Shit»                               |             | 3:50     |  |
| 16.                   | «What's Goin' Down»                          |             | 2:41     |  |

| Elephunk – 2004 reissue |                                                            |             |          |  |
| N.º                     | Título                                                     | Producer(s) | Duración |  |
| 13.                     | «Where Is the Love?» (con Justin Timberlake)               |             | 4:32     |  |
| 14.                     | «Let's Get It Started» (includes hidden track "Third Eye") |             | 7:33     |  |

| Elephunk – 2004 French reissue |                                              |          |  |
| N.º                            | Título                                       | Duración |  |
| 13.                            | «Where Is the Love?» (con Justin Timberlake) | 4:32     |  |
| 14.                            | «Let's Get It Started»                       | 3:37     |  |
| 15.                            | «Third Eye»                                  | 3:41     |  |
| 16.                            | «Hands Up» (live from the House of Blues)    | 5:07     |  |
| 17.                            | «Fly Away» (live from the House of Blues)    | 3:09     |  |

| Elephunk – 2022 digital reissue |                                              |          |  |
| N.º                             | Título                                       | Duración |  |
| 3.                              | «Let's Get It Started»                       | 3:37     |  |
| 13.                             | «Where Is the Love?» (con Justin Timberlake) | 4:32     |  |
| 14.                             | «Third Eye»                                  | 3:41     |  |
| 15.                             | «Rock My Shit»                               | 3:50     |  |
| 16.                             | «What's Goin' Down»                          | 2:41     |  |

| Elephunk – 2023 expanded edition (bonus tracks) |                                           |          |  |
| N.º                                             | Título                                    | Duración |  |
| 17.                                             | «Sumthin for That Ass»                    | 3:51     |  |
| 18.                                             | «For the People»                          | 4:02     |  |
| 19.                                             | «Hey Mama» (Jimmy Remix)                  | 3:02     |  |
| 20.                                             | «Shut Up» (remix)                         | 4:22     |  |
| 21.                                             | «Shut Up» (instrumental)                  | 5:09     |  |
| 22.                                             | «Where Is the Love?» (instrumental)       | 4:33     |  |
| 23.                                             | «Hands Up» (live from the House of Blues) | 5:07     |  |

| Elephunk – Asian special edition (bonus disc) |                                     |          |  |
| N.º                                           | Título                              | Duración |  |
| 1.                                            | «Where Is the Love?» (music video)  |          |  |
| 2.                                            | «Shut Up» (music video)             |          |  |
| 3.                                            | «Where Is the Love?» (instrumental) |          |  |
| 4.                                            | «Shut Up» (instrumental)            |          |  |
| 5.                                            | «Sumthin for That Ass»              |          |  |
| 6.                                            | «Tell Your Mama Come» (live)        |          |  |

## Créditos y Personal
Créditos adaptados de las notas del álbum "Elephunk".
- apl.de.ap – voz (pistas 1–3, 6, 7, 11–13), batería programación (pista 11), producción (pista 11)
- Travis Barker – batería (pista 15)
- Printz Board – trompas (pista 2), Trompeta (pista 7), clavijero (pista 13), sintetizador Moog (pista 13)
- Ray Brady – guitarra (pistas 5 y 9)
- David Buckner – batería (pista 12)
- Davey Chegwidden – percusión (pista 7)
- J. Curtis – guitarra (pistas 5, 7, 11 y 13)
- Terry Dexter – coros (pista 6)
- Dylan Dresdow – ingeniería (pistas 1, 2, 4–9, 13 y 15), ingeniería vocal adicional (pista 3)
- Tobin Esperance – bajo (pista 12)
- Ron Fair – producción ejecutiva, producción (pista 13), producción vocal adicional (pista 5), piano (pista 7)
- Fergie – voz (pistas 1–5, 8–11, 13 y 14)
- Mike Fratantuno – bajo (pistas 1–3, 6, 13–15; guitarrón (pista 7), contrabajo (pista 13), guitarra acústica (pista 13)
- Brian "Big Bass" Gardner – masterización
- Keith Harris – batería, percusión, teclados
- Tal Herzberg – ingeniería adicional (pistas 5 y 13)
- Jerry Horton – guitarra (pista 12)
- Tippa Irie – voz (pista 4)
- Jun Ishizeki – ingeniería (pista 10)
- Markus Klinko – fotografía
- Chris Lord-Alge – [[Mezcla de audio (música grabada)] (pista 12)
- John Legend – voz (pista 10)
- Tony Maserati – mezcla (pistas 1–9, 11, 13–15)
- Sérgio Mendes – piano (pista 8)
- Debi Nova – voz (pista 7)
- Tim Orindgreff – instrumentos de viento (pista 2), saxofón (pista 7), flauta de concierto occidental (pista 7)
- George Pajon – guitarra (pistas 1, 3, 5–8, 10, 13 y 15)
- Indrani Pal-Chaudhuri – fotografía
- Chuck Prada – percusión (pistas 7 y 14)
- Dante Santiago – coros (pistas 1, 3, 4, 6, 10, 14 y 15), voces (pista 7), coordinación de artistas A&R
- Noelle Scaggs – coros (pistas 3 y 6)
- Jacoby Shaddix – voces (pista 12)
- Christine Sirois – asistencia de ingeniería (pistas 1, 5-7 y 13)
- Taboo – voces (pistas 1-3, 5-7, 9 y 13)
- Justin Timberlake – voces (pista 13)
- Jason Villaroman – ingeniería (pista 11)
- will.i.am – voces (pistas 1-10, 12-15), sintetizador Moog (pistas 1, 4, 5, 8–11 y 13), programación de batería (pistas 1, 4, 6–10), clavinet (pistas 12 y 13), batería (pista 2), piano (pista 2), piano eléctrico Wurlitzer (pista 4), sintetizador (pista 10), producción ejecutiva, producción (todas las pistas), ingeniería (pistas 2–4, 8, 9, 12 y 14), mezcla (pistas 10 y 14)
- Terence Yoshiaki – batería (pistas 3 y 7), percusión

### Reconocimientos
| Año  | Nominado                        | Galardón                                      | Resultado              | Ref.    |         |
| ---- | ------------------------------- | --------------------------------------------- | ---------------------- | ------- | ------- |
| 2003 | Billboard Music Award           | Mainstream Top 40 Track of the Year           | "Where Is the Love?"   |         | [ 97 ]  |
| 2004 | Grammy Award                    | Record of the Year                            | "Where Is the Love?"   |         | [ 41 ]  |
| 2004 | Grammy Award                    | Best Rap/Sung Collaboration                   | "Where Is the Love?"   |         | [ 41 ]  |
| 2004 | Nickelodeon Kids' Choice Awards | Favorite Song                                 | "Where Is the Love?"   |         | [ 98 ]  |
| 2004 | MTV Video Music Awards Japan    | Best Group Video                              | "Where Is the Love?"   |         | [ 99 ]  |
| 2004 | MTV Video Music Awards Japan    | Breakthrough Video                            | "Where Is the Love?"   |         | [ 99 ]  |
| 2004 | Teen Choice Awards              | Choice Music – Hip-Hop/Rap Track              | "Where Is the Love?"   |         | [ 100 ] |
| 2004 | MTV Video Music Award           | Best Dance Video                              | "Hey Mama"             |         | [ 53 ]  |
| 2004 | MTV Video Music Award           | Best Hip-Hop Video                            | "Hey Mama"             |         | [ 53 ]  |
| 2004 | MTV Video Music Award           | Best Choreography in a Video                  | "Hey Mama"             |         | [ 54 ]  |
| 2004 | MTV Europe Music Award          | Best Album                                    | Elephunk               |         | [ 101 ] |
| 2004 | Billboard Music Award           | Digital Track of the Year                     | "Let's Get It Started" |         | [ 102 ] |
| 2005 | Grammy Award                    | Record of the Year                            | "Let's Get It Started" |         | [ 41 ]  |
| 2005 | Grammy Award                    | Best Rap Performance by a Duo or Group        | "Let's Get It Started" |         | [ 41 ]  |
| 2005 | Grammy Award                    | Best Rap Song                                 | "Let's Get It Started" |         | [ 41 ]  |
| 2005 | Grammy Award                    | "Hey Mama"                                    |                        |         | [ 41 ]  |
| 2005 | MTV Australia Video Music Award | Best R&B Video                                |                        | [ 103 ] |         |
| 2005 | MTV Australia Video Music Award | Sexiest Video                                 |                        | [ 103 ] |         |
| 2005 | MTV Video Music Award Japan     | Best Hip-Hop Video                            | "Let's Get It Started" |         | [ 104 ] |
| 2005 | MuchMusic Video Award           | Best International Group Video                | "Let's Get It Started" |         | [ 105 ] |
| 2005 | MuchMusic Video Award           | People's Choice: Favorite International Group | "Let's Get It Started" |         | [ 105 ] |

## Charts

### Weekly charts
| Chart (2003–2004)                                 | Peak position |
| ------------------------------------------------- | ------------- |
| Argentina (CAPIF)                                 | 6             |
| Australia (ARIA)                                  | 1             |
| Australia Australian Urban Albums (ARIA)          | 1             |
| Austria (Ö3 Austria)                              | 3             |
| Bélgica (Ultratop Flandes)                        | 5             |
| Bélgica (Ultratop Valonia)                        | 6             |
| Canadá (Billboard Canadian Albums)                | 2             |
| Canadá Canadian R&B Albums (Nielsen SoundScan)    | 1             |
| Dinamarca (Hitlisten)                             | 3             |
| Países Bajos (Album Top 100)                      | 5             |
| Unión Europea European Top 100 Albums (Billboard) | 2             |
| Finlandia (Suomen virallinen lista)               | 3             |
| Francia (SNEP)                                    | 2             |
| Alemania (Offizielle Top 100)                     | 6             |
| Grecia (IFPI)                                     | 6             |
| Hungría (MAHASZ)                                  | 11            |
| Irlanda (IRMA)                                    | 8             |
| Italia (FIMI)                                     | 6             |
| Nueva Zelanda (RMNZ)                              | 2             |
| Noruega (VG‑lista)                                | 2             |
| Polonia (ZPAV)                                    | 41            |
| Portugal (AFP)                                    | 3             |
| Escocia (Scottish Albums Chart)                   | 2             |
| Sudáfrica (RISA)                                  | 4             |
| España (AFYVE)                                    | 10            |
| Suecia (Sverigetopplistan)                        | 5             |
| Suiza (Schweizer Hitparade)                       | 1             |
| Reino Unido (UK Albums Chart)                     | 3             |
| Reino Unido (UK R&B Albums)                       | 1             |
| Estados Unidos (Billboard 200)                    | 14            |
| Estados Unidos (Top R&B/Hip-Hop Albums)           | 23            |

### Year-end charts
| Chart (2003)                    | Position |
| ------------------------------- | -------- |
| Australia (ARIA)                | 44       |
| Nueva Zelanda (RMNZ)            | 19       |
| Suecia (Sverigetopplistan)      | 56       |
| Suiza (Schweizer Hitparade)     | 62       |
| Reino Unido (OCC)               | 13       |
| Estados Unidos US Billboard 200 | 127      |
| Mundial (IFPI)                  | 29       |

| Chart (2004)                                         | Position |
| ---------------------------------------------------- | -------- |
| Australia (ARIA)                                     | 9        |
| Austria (Ö3 Austria)                                 | 19       |
| Bélgica (Ultratop Flanders)                          | 22       |
| Bélgica (Ultratop Wallonia)                          | 33       |
| Países Bajos (Album Top 100)                         | 12       |
| Francia (SNEP)                                       | 12       |
| Alemania (Offizielle Top 100)                        | 15       |
| Hungría (MAHASZ)                                     | 64       |
| Italia (FIMI)                                        | 29       |
| Nueva Zelanda (RMNZ)                                 | 4        |
| Suecia (Sverigetopplistan)                           | 75       |
| Suiza (Schweizer Hitparade)                          | 6        |
| Reino Unido (OCC)                                    | 26       |
| Estados Unidos US Billboard 200                      | 35       |
| Estados Unidos US Top R&B/Hip-Hop Albums (Billboard) | 48       |
| Mundial Worldwide Albums (IFPI)                      | 12       |

| Chart (2005)                    | Position |
| ------------------------------- | -------- |
| Francia (SNEP)                  | 147      |
| Reino Unido (OCC)               | 183      |
| Estados Unidos US Billboard 200 | 115      |

### Decade-end charts
| Chart (2000–2009)               | Position |
| ------------------------------- | -------- |
| Australia (ARIA)                | 33       |
| Reino Unido UK Albums (OCC)     | 56       |
| Estados Unidos US Billboard 200 | 160      |